# Waitangi (Wyspy Chatham)
Waitangi – miasto w Nowej Zelandii, na Wyspie Chatham. Znajduje się przy południowym brzegu Petre Bay na zachodnim wybrzeżu wyspy.